# Helmut Dreher
Helmut Dreher (ur. 4 czerwca 1932 w Idar, zm. 24 maja 1984 w Idar-Oberstein) – niemiecki lekkoatleta, sprinter, wicemistrz Europy z 1954. W czasie swojej kariery reprezentował Republikę Federalną Niemiec.
Specjalizował się w biegu na 400 metrów. Zdobył srebrny medal w sztafecie 4 × 400 metrów na mistrzostwach Europy w 1954 w Bernie. Sztafeta RFN biegła w składzie: Hans Geister, Dreher, Heinz Ulzheimer i Karl-Friedrich Haas.
Dreher był w 1954 mistrzem RFN w sztafecie 4 × 400 metrów i brązowym medalistą w biegu na 400 metrów. W hali był mistrzem w sztafecie 4 × 3 okrążenia w 1954 oraz wicemistrzem w biegu na 400 metrów w 1955.